# John Dollond
John Dollond [džón dólond], angleški optik, * 10. junij 1706, London, Anglija, † 30. november 1761, London.

## Življenje in delo
Ko sta Leonhard Euler po teoretični strani in Samuel Klingenstierna praktično pokazala, da se je Newton glede kromatične aberacije motil, se je Dollondu leta 1757 posrečila sestava leč, ki je bila brez barvne napake. Konstruiral je akromatski daljnogled z akromatičnim sestavom leč. 
S svojim sinom Petrom (1730-1820), je v Londonu ustanovil prvo tovarno optičnih inštrumentov Znamenje zlatih naočnikov in pomorskega kvadranta (angleško The Sign of the Golden Spectacle and Sea Quadrant). Peter je prepričal svojega očeta, da je dal novo pripravo patentirati; čeprav ni nihče ugotovil, da je pravi izumitelj John, so mu patent brez pomisleka priznali. Vendar so še za časa Johna drugi angleški optiki očitno brez ovire in zapreke izdelovali akromatične objektive. Kmalu po očetovi smrti je Peter vložil tožbo proti nekemu takemu optiku in pravdo tudi dobil. Tedaj je Družba londonskih optikov predložila patentnemu svetu vlogo, s katero so zahtevali preklic patenta. Pravda je trajala dolgo in je bila zapletena, vendar se je končala tako, da je obveljal njegov patent. John je izdelal heliometer.

## Priznanja
Nagrade
Za svoje znanstvene dosežke je Dollond leta 1758 prejel Copleyjevo medaljo Kraljeve družbe iz Londona.